# Vladimir Cosma
Vladimir Cosma (* 13. dubna 1940 Bukurešť, Rumunsko) je rumunsko-francouzský hudebník známý především jako skladatel filmové hudby. Narodil se a vyrostl v Rumunsku, od 60. let žije a působí převážně ve Francii. Složil více než 400 filmových skladeb, znělek či písní.

## Dětství
Pochází z bukurešťské hudební rodiny: jeho otec Teodor Cosma byl klavírista a dirigent, jeho matka Carola byla skladatelka, jeho strýc Edgar Cosma byl skladatel a dirigent.

## Studia a počátky hudební kariéry
Studoval hru na housle, nejprve na Národní konzervatoři v Bukurešti, od roku 1963 pak na Conservatoire national supérieur de musique v Paříži. Brzy projevil svoje nadšení pro klasickou hudbu, jazz a různé formy populární hudby včetně filmové.
Od roku 1964 absolvoval několik hudebních turné jako koncertní houslista, v té době se začíná věnovat také skládání. Filmovou hudbu píše od počátku 70. let 20. století, převážně pro francouzské filmy.
Během své kariéry se dočkal jak cen filmových, tak i ocenění hudebního průmyslu.

## Výběr z filmové hudby
- Roztržitý - 1970
- Velký blondýn s černou botou - 1972
- Život plný malérů - 1972
- Dobrodružství rabína Jákoba - 1973
- Návrat velkého blondýna - 1974
- Hořčice mi stoupá do nosu - 1974
- Křidýlko nebo stehýnko - 1976
- Hračka - 1976
- Záletník - 1976
- Prožít si své peklo - 1977
- Zvíře - 1977
- Jsem nesmělý, ale léčím se - 1978
- Jeden hot a druhý čehý - 1978
- Vytáčka - 1979
- Rána deštníkem - 1980
- Kopyto - 1981
- Eso es - 1982
- Operace Banzaj - 1983
- Otec a otec - 1983
- Asterix a překvapení pro Caesara - 1985
- Asterix v Británii - 1986
- Uprchlíci - 1986
- Jaguár - 1996
- Blbec k večeři - 1998
- KOndoMEDIE - 2001